# Amphiura simonsi
Amphiura simonsi är en ormstjärneart som beskrevs av A.M. Clark 1952. Amphiura simonsi ingår i släktet Amphiura och familjen trådormstjärnor. Inga underarter finns listade i Catalogue of Life.